# Andreas Ampferer
Andreas Ampferer (1982) è un ex sciatore alpino austriaco.

## Biografia
Attivo in gare FIS dal novembre del 1997, in Coppa Europa Ampferer esordì il 20 febbraio 2001 a Wildschönau in slalom speciale (33º), ottenne il miglior piazzamento 3 dicembre 2002 a Val Thorens nella medesima specialità (27º) e prese per l'ultima volta il via il 20 dicembre 2003 a Donnersbachwald sempre in slalom speciale, senza completare la prova. Si ritirò al termine della stagione 2004-2005 e la sua ultima gara fu uno slalom gigante FIS disputato il 15 marzo a Bad Hofgastein, chiuso da Ampferer al 3º posto; in carriera non debuttò in Coppa del Mondo né prese parte a rassegne olimpiche o iridate.

## Palmarès

### Coppa Europa
- Miglior piazzamento in classifica generale: 196º nel 2002

### Campionati austriaci
- 1 medaglia:
  - 1 bronzo (combinata nel 2003)